# 石转镇
石转镇，是中华人民共和国陕西省安康市汉滨区一个已撤销的乡级行政区，2015年，陕西省民政厅批复同意撤销石转镇，将其所辖行政区域划归洪山镇。